# Анестиади, Николай Христофорович
Николай Христофорович Анестиади (рум. Nicolae Anestiadi; 25 августа 1916, Саратены, Оргеевский уезд, Бессарабская губерния, Российская Империя — 19 ноября 1968, Кишинёв, Молдавская ССР, СССР) — молдавский советский кардиохирург, профессор.
Анестиади принадлежит идея организации службы кардиохирургии в Молдавской ССР. Он же способствовал открытию 2 февраля 1964 года первого специализированного кардиохирургического отделения и, впоследствии, успешному выполнению первых операций на работающем сердце в Молдавской ССР.

## Биография
Родился в 1916 году в селе Саратены Оргеевского уезда (ныне Старые Саратены Теленештского района). По происхождению — грек.
Поступил на факультет медицины Ясского университета. В советское время продолжил учебу во Львовском мединституте. Во время войны — полевой хирург, демобилизовался в звании капитана медицинской службы.
После войны остался жить в Кишинёве. Стал кандидатом, а потом доктором медицинских наук, заведующим кафедрой хирургии Кишиневского мединститута. Сделал первую в Молдавии операцию на сердце.
Умер в 1968 году от обширного инфаркта — скончался в машине скорой помощи по дороге в больницу. Похоронен в Кишиневе.
Младший брат Николая Василий впоследствии стал ректором Кишиневского мединститута.

## Память
- В честь Николая Анестиади в Кишинёве названа улица, где он жил в последнее время.
- Сейчас кафедра хирургии Кишиневского мединститута носит имя Николая Анестиади.